# Wolfram Wiese
Wolfram Wiese (* 20. August 1976 in Münster) ist ein ehemaliger deutscher Radrennfahrer.
Wolfram Wiese begann seine Karriere 2001 bei dem Radsport-Team Athleticum-Principia. 2005 gewann er die luxemburgische Rundfahrt Flèche du Sud und wurde Sechster beim Sparkassen-Giro Bochum. Ab 2006 fuhr Wiese für das Nachfolge-Team Regiostrom-Senges. Im Frühjahr wurde er jeweils Zweiter bei Rund um Düren und beim GP Möbel Alvisse. Außerdem gewann er eine Etappe beim OZ Wielerweekend und die Bergwertung der Niedersachsen-Rundfahrt.
Seine aktive Radsportkarriere als Profi beendete Wiese nach der Saison 2007.

## Erfolge
2005
- Flèche du Sud

## Teams
- 2001 Athleticum-Principia
- 2002–2005 Comnet-Senges
- 2006–2007 Regiostrom-Senges

| Personendaten    | Personendaten           |
| ---------------- | ----------------------- |
| NAME             | Wiese, Wolfram          |
| KURZBESCHREIBUNG | deutscher Radrennfahrer |
| GEBURTSDATUM     | 20. August 1976         |
| GEBURTSORT       | Münster                 |